# Synnøve Macody Lund

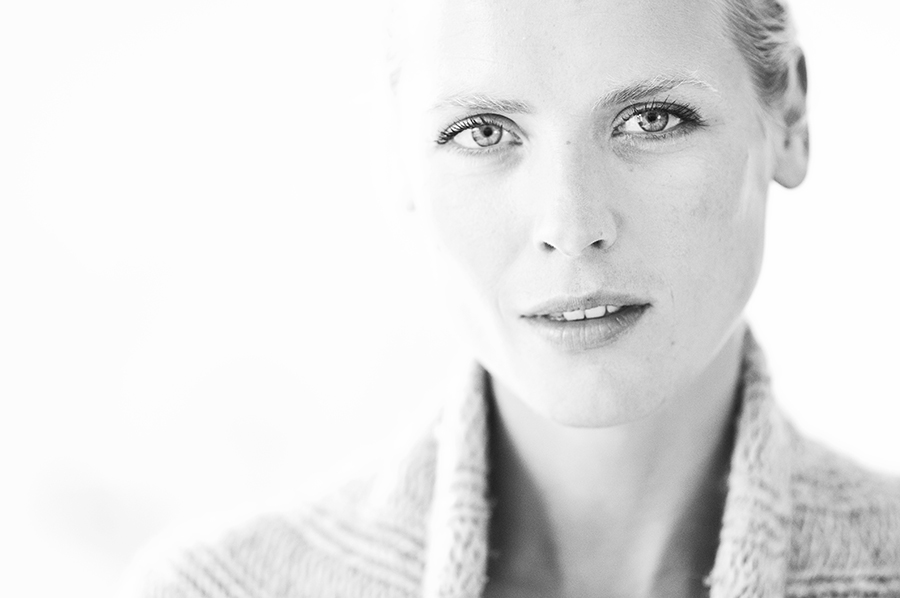
Synnøve Macody Lund (2011)

Synnøve Macody Lund (* 24. Mai 1976 in Stord) ist eine norwegische Journalistin, Filmkritikerin, Model, Schauspielerin und Regisseurin.

## Leben und Karriere
Synnøve Macody Lund wuchs im südnorwegischen Stord auf. In ihrer Jugend war der 1,83 m großgewachsene Teenager einige Zeit lang als Model tätig. Sie hat einen Abschluss in Fernsehproduktion und Filmwissenschaft.
Lund hat zunächst als Filmkritikerin für die Zeitung NATT&DAG geschrieben, nachdem sie zuvor als Model gearbeitet hatte. Seit 2011 arbeitet sie als Schauspielerin und trat zunächst als Diana Brown in Morten Tyldums BAFTA-nominierten Film in der Kategorie Bester nicht-englischsprachiger Film Headhunters auf, einem Action-Thriller nach dem gleichnamigen Roman von Jo Nesbø aus dem Jahr 2008. Lunds Einstieg in die Schauspielerei wird von Headhunters Co-Star Aksel Hennie so beschrieben:

“When I first read the script I pictured Synnove because I knew her from before and she had reviewed every single film I’ve done and Morten (the director) asked me, ‘Is she a film critic? Yeah. Has she review any of my films? Yeah. Was the review good? Yeah. OK then we can try her,’ So we tried her and she came so prepared — more prepared than any actress.”

„Als ich das Drehbuch zum ersten Mal las, stellte ich mir Synnove vor, weil ich sie von früher kannte und sie jeden einzelnen Film, den ich gemacht habe, rezensiert hatte, und Morten (der Regisseur) fragte mich: "Ist sie eine Filmkritikerin? Ja, hat sie einen meiner Filme rezensiert? Ja. War die Rezension gut? Ja, sie war gut. OK, dann können wir sie ausprobieren." Wir probierten sie also aus, und sie kam so vorbereitet - besser vorbereitet als jede Schauspielerin.“

Zu ihren weiteren Rollen gehörten die Rolle der Sara im Kurzfilm Sandslottet (2014) und die Rolle der Tonje Sandvik in der Dramaserie Lifjord – Der Freispruch (2015) an der Seite von Tobias Santelmann. Sie tritt als die mörderische Johanne Rønningen in Black Widows – Rache auf Finnisch (2016) auf, einem Remake der finnischen Serie Mustat Lesket.
Sie spielt die Rolle der Gabriella Grane in dem 2018 gedrehten Film Verschwörung, der auf dem gleichnamigen Roman von David Lagercrantz basiert, der wiederum auf Figuren der Buchreihe von Stieg Larsson basiert. Im Jahr 2020 spielte sie eine Hauptrolle in der Netflix-Serie Ragnarök. Sie führte im Jahr 2012 die Regie bei einem Spielfilm.
Sie war von 2005 bis 2011 mit dem Musiker Christer Falck (* 1969) verheiratet, mit dem sie eine Tochter und einen Sohn hat. Anschließend war sie einige Jahre lang mit dem dänischen Schauspieler Ken Vedsegaard liiert.

## Filmografie (Auswahl)

### Kino
- 2011: Headhunters (Hodejegerne)
- 2017: Espen und die Legende vom Bergkönig (Askeladden – I Dovregubbens Hall)
- 2017: Hjemsøkt
- 2018: Verschwörung (The Girl in the Spider’s Web)
- 2023: Saw X

### Kurzfilme
- 2014: Sandslottet

### Fernsehen
- 2015–2016: Lifjord – Der Freispruch (Frikjent)
- 2016–2017: Black Widows – Rache auf Finnisch (Mustat lesket)
- 2018: Nielegalni
- 2020–2023: Ragnarök
- 2020: Blutiger Trip (Bloodride)
- 2020: Riviera
- 2023: Everybody Loves Diamonds

### Videospiele
- 2018: Battlefield V